# 후지사와촌 (나가노현)
후지사와촌(藤沢村)은 나가노현 가미이나군에 있던 촌이다. 현재의 이나시에 해당한다.

## 역사
- 1889년 4월 1일 - 정촌제 시행에 의해 후지사와촌이 단독으로 자치체를 형성하였다.
- 1958년 4월 1일  - 다카토정에 편입해, 동일 후지사와촌은 폐지되었다.
- 2006년 3월 31일 - 다카토 정·하세 촌과 합병해, 이나시가 되었다.

## 참고문헌
- 角川日本地名大辞典 20 長野県